# Anotimpul vrăjitoarei (film din 2011)
Anotimpul vrăjitoarei este un film regizat de Dominic Sena și Brett Ratner. Filmul a avut premiera pe 21 ianuarie 2011.

## Prezentare
În vremuri de mult uitate, într-un ținut devastat de războaie, ultimii Cruciați se întorc acasă, pentru a-și regăsi pământurile pustiite de ciumă. Cardinalul e convins că groaznica molimă este un blestem al iadului, adus asupra oamenilor de către vrăjitoarea cea rea.Ea vede slăbiciunile ascunse adânc în inimile tuturor. Și ceea ce vede, folosește împotriva lor.
Behmen, un erou al cruciadelor, împreună cu Felson, tovarășul său de arme, sunt aleși să o ducă pe strania femeie la o mănăstire izolată, unde călugării, printr-un străvechi ritual, vor îndepărta blestemul. Alături de un escroc, un tânăr aspirant la rangul de cavaler, un războinic încrâncenat rămas fără familie și un preot naiv, Behmen și Felson pornesc într-o călătorie înțesată de pericole. Abilitățile și curajul le sunt puse la grele încercări, pe măsură ce descoperă secretul întunecat al fetei și realizează că se luptă cu o forță terifiantă, care are puterea de a determina soarta lumii. O forță condusă de întuneric, aflată în slujba morții și a distrugerii.
Și pentru a salva omenirea, acești războinici trebuie să treacă prin iad.

## Distribuție
- Nicolas Cage - Behmen von Bleibruck
- Ron Perlman - Felson
- Robert Sheehan - Kay von Wollenbarth
- Claire Foy - Anna
- Stephen Campbell Moore - Debelzaq
- Ulrich Thomsen - Johann Eckhardt
- Stephen Graham - Hagamar
- Christopher Lee - Cardinal D'Ambroise
- Simone Kirby - Midwife in Villach
- Nick Sidi - Priest in Villach
- Rory McCann - Soldier Commander in Villach
- Brían F. O'Byrne - Grand Master of the Teutonic Knights